# Río Acriș
El río Acriș (en rumano: Râul Acriș) es un corto río de Rumania, un afluente del río Buzău, a su vez afluente del río Siret, tributario del río Danubio. Pasa por la localidad de Acriș y Su principal afluente, por la derecha, es el río  Valea Pietrei.